# Lusigny-sur-Ouche
Lusigny-sur-Ouche – miejscowość i gmina we Francji, w regionie Burgundia-Franche-Comté, w departamencie Côte-d’Or.
Według danych na rok 1990 gminę zamieszkiwały 93 osoby, a gęstość zaludnienia wynosiła 9 osób/km² (wśród 2044 gmin Burgundii Lusigny-sur-Ouche plasuje się na 817. miejscu pod względem liczby ludności, natomiast pod względem powierzchni na miejscu 911.).